# Ministère des Gouvernements locaux du Nouveau-Brunswick
Le ministère des Gouvernements locaux est un ministère néo-brunswickois ayant la responsabilité des municipalités. Il fusionne avec le ministère de l'Environnement en 2012 pour former le ministère de l'Environnement et des Gouvernements locaux.

## Liste des ministres
| Dates                             | Ministre         | Gouvernement |
| --------------------------------- | ---------------- | ------------ |
| 14 février 2006 - 12 janvier 2010 | Rose-May Poirier | Shawn Graham |
| 12 janvier 2010 - 12 octobre 2010 | Chris Collins    | Shawn Graham |
| 12 octobre 2010 - 15 mars 2012    | Bruce Fitch      | David Alward |